# 海沙風雲
《海沙風雲》是中國異美工作室（舊名紅茶Games）製作的一款文字冒險遊戲，遊戲於2021年8月18日在Steam發行。本作是異美工作室的第一款作品，未來預計會登陸iOS和安卓平台。

## 遊戲系統

遊戲的百科系統

《海沙風雲》採取文字冒險的遊玩方式，玩家所扮演的是本作的女主角柯羅莎·諾奈特，大部分的劇情玩家會以柯羅莎·諾奈特的視角進行遊戲，部分劇情玩家會以其他角色的視角進行遊戲，玩家能看到所處視角角色的内心獨白。玩家遊玩時需要閱覽屏幕上所顯示的文本以了解故事情節和人物之間的對話。這些文字會與人物的立繪和背景一同出现，用以表示對話的對象。對話對象的立繪會隨著對話進行而變化，根據對話的内容做出不同動作或表情，如臉紅，驚愕，皺眉等。其中女主角在不同劇情支線中擔任各類職業，其立繪的服飾也隨之改變。在部分場景中會遇見代替背景和人物立繪的電腦圖像。遊戲中會在預設的段落中出現行為選項供玩家選擇，對話框的下一段文本在做出選擇前並不能夠顯示。遊戲中除了序章玩家視角的某個角色外，其餘角色對白皆有粵語語音。粵語語音和遊戲文本內容存在差異，不完全重合。
遊戲中有九個主線劇情，十六個分支劇情，每個結局都有所不同，女主角進入哪一個主線基於玩家在遊玩過程中作出的選擇。遊戲內置有流程圖方便玩家攻略不同的支線。遊戲的關鍵選擇，可以根據之前對話輕鬆推測，而且製作組有將部分關鍵信息特別紅色標註，方便玩家推理。遊戲中亦設有人物關係圖和百科，玩家每次遇到新角色和新的概念與典故，人物關係圖和百科都會更新資料，幫助玩家了解故事的世界觀。遊戲中同時存在不少女主角死亡的壞結局，觸發壞結局可以解鎖在鑒賞模式的小劇場，小劇場是關於一些主要主角在主線外發生的故事。

## 故事簡介
位於科爾賽斯大陸西南角的貝讓港，面朝大海，背靠坎特里卡大沙漠，是數條航線的重要節點。貝讓被譽為「海与沙之都」，為永久中立國不設有軍隊，僅以警察維持城市治安，在三十年前的經歷過一場席捲整座城市的「海盜戰爭」。戰後，戰時市民組成的自衛團改組為幫派「卡勒瓦」，政府重建市政廳。戰爭大幅削弱了政府的管治能力，新成立的卡勒瓦更威脅到市政廳的威信，兩者明爭暗鬥了二十多年。九年前警察對卡勒瓦發起大圍剿，警隊逮捕了卡勒瓦首領同時也遭到重創，卡勒瓦群龍無首下分裂成大量幫派，其中最大的兩派為恩佐派和沃爾夫派，圍剿行動之後貝讓的治安反而越發糟糕。
再渡過九年相對平靜的時光，一個新的陰謀在貝讓醞釀。柯羅莎·諾奈特是貝讓港碼頭的一個搬運工，生活平淡又簡單。某天遇上警察在碼頭的緝捕行動，讓柯羅莎接觸到不一樣的世界並萌生出改變現有生活的念頭。隨著玩家的選擇，柯羅莎開始離開碼頭，或選擇去新城區做服務員，或選擇成為警察，或選擇加入黑幫等等。在商隊路線中，柯羅莎會加入阿瓦的商隊橫跨沙漠。在警察、偵探、黑幫和間諜路線，柯羅莎會以不同身份慢慢了解到恩佐派顛覆貝讓政府的陰謀，並得知有不明的境外勢力滲透貝讓，在這些路線中柯羅莎可以選擇支持恩佐派的政變融入新秩序，反之會在事後以不同原因離開貝讓。在真結局砂之女線中，加入沃爾夫派的柯羅莎在決戰中逃到了沙漠，加入了阿瓦的商隊離開貝讓。四年後，柯羅莎回到了變成大國戰爭前線的貝讓，在崔希絲的邀請下展開新的旅途。

## 登場角色
柯羅莎·諾奈特（聲：尾狐殿）
故事主人公，紅髮少女，是貝讓的舊碼頭搬運工。自幼喪父，承繼父業在舊碼頭工作。柯羅莎平日由父親的好友布萊恩幫忙看照，為人富有正義感且樂於助人。在某次碼頭騷動後萌生改變現有生活的念頭。
阿瓦·納爾巴（聲：傻莓酱）
大沙漠商人民族納爾巴人的後裔，嚮往先祖的經歷，想組建商隊冒險的金髮少女。通曉各類雜學，富有冒險精神，在不同城市中尋找機遇。在某些路線中途徑貝讓結識柯羅莎，並邀請其加入商隊。
恩佐·肯特（聲：紫丞少）
貝讓黑幫「卡勒瓦」的現任會長，和其他派系敵對。平日打扮溫文爾雅，做事果斷狠辣。故事中策劃統一貝讓地下世界。
莉卡·沃爾夫（聲：师欣）
貝讓黑幫「沃爾夫」的小頭目，出身自遙遠的東方。戰力超群，被其他幫派稱為「妖女」。為人爽朗，喜歡路見不平，在某些路線中幫助了柯羅莎解決麻煩。
德里克·蓋恩（聲：Kenz）
從屬卡勒瓦的冷血殺手，沉迷殺戮的快感，熱衷參與暗殺等工作。
埃勒里·拉德（聲：妖女）
貝讓的私家偵探，出身於貝讓鄰國斯塔米諾。退伍軍人，在戰爭中失去右腿而使用義肢。和貝讓警局的貝里克是故友，經常幫助警局查案。在某些路線中柯羅莎成為他的助手。
米勒·楊（聲：阿戈依奥）
貝讓警局的新晉警察，出身富商之家。充滿正義感，不顧父親反對入讀警校，希望讓貝讓恢復正常。平日喜歡品嘗各地美食。在某些路線中幫助柯羅莎成為協警。
泰特·伊文斯（聲：Geass）
貝讓知名的新晉自由記者，擁有敏銳的新聞嗅覺。為了獲得大新聞經常不擇手段。在某些路線中柯羅莎成為其助手。
崔希絲·哈麗（聲：岚风蜂蜜绿茶）
柯羅莎在碼頭騷動中遇到的女子，自稱「淑女」。做事隨性，實則心思細密。

## 開發

遊戲的莉卡初稿，已經拋棄的龍司人設

製作人HJL_Misaki過去是同人社團「二維鏡像」的成員，同時是製作遊戲宣傳視頻的公司「二維映像」的創始人之一。在「二維映像」製作視頻期間，HJL_Misaki希望在作品中結合優秀的故事和豐富的演出，但是受限於視頻的表達形式，內容傳達只能比較隱晦和概念。為了更好表達想法和情感，HJL_Misaki決定製作一款冒險遊戲。此前HJL_Misaki沒有創作遊戲的經驗，選擇創作冒險遊戲是因為這種類型技術要求較低，他本人又擅長劇情演繹和視聽表現，所以自信能駕馭好這類遊戲。2019年5月HJL_Misaki開始創作遊戲，三個月後他感覺「一個人創作實在太孤獨、太操蛋了」，決定創立紅茶Games（現名異美工作室）。HJL_Misaki利用自己的人脈和過去同人社團的關係組建了紅茶Games，團隊有十二人，只有他一人全職，其他人均為業餘兼任，在業餘時間線上和HJL_Misaki進行遊戲的創作。團隊中只有負責美術的Sam Ashton、負責程序的Misata和負責音樂的Zris三人過去有製作遊戲的經驗。作品的主美由漫畫家核燃黑猫擔當，核燃黑猫過去是HJL_Misaki在「二維鏡像」的引路人，兩人為好友，在HJL_Misaki邀請下加入了製作組，並引薦了Sam Ashton等人加入。最後遊戲的核心創作團隊在2019年9月建立了起來。HJL_Misaki負責專案的製作方向，具體設計交由成員自由發揮，結果創作超出了HJL_Misaki認知的內容。《海沙風雲》定位是「硬派王道向」，一反國內冒險遊戲以戀愛為主的潮流，打算設計出堪比香港警匪片的奇妙冒險。原來HJL_Misaki構思中《海沙風雲》的所有角色都是男性，以對應作品的定位，在團隊的強烈要求下，大部分角色，包括主角都改為女性。此外遊戲中的角色蒂姆一開始並沒有設計為主要角色，由於負責人物原畫的Sam Ashton在設計角色時的良好發揮，劇本在看到原畫後決定為蒂姆新增劇情。各類新的創意，讓原來計劃三十萬字的文本，作品完成時文本量變成了五十多萬字。遊戲的UI設計負責人謠過去沒有相關經驗，根據HJL_Misaki提供的幾個關鍵（體積感、新古典主義）進行創作，最後的成品別具特色，和其他冒險遊戲有鮮明區別。
遊戲劇本由云卷语文书、圈十、珈珞和日光負責，其中云卷语文书為主筆，除了商人線和記者線，其他線路都有參與，還包括小劇場的劇情編寫。他們是中國國內東方Project同人圈出名的同人作家。故事的大綱由HJL_Misaki編寫，他有參考電影編劇布萊克·斯奈德的「劇情節拍表」，以這種電影製作的工業化標準來控制劇本節奏，設計九條主線，十六個結局和各類選項，並控制每條故事線長度為現在電影1小時30分到2小時30分的長度，最後將大綱轉交云卷语文书負責創作文本。遊戲演出方面，為了增加玩家沉浸感，製作團隊給角色站位設計了近、中、遠三種景別，每個角色有多個表情變化（主角有三四十種表情），不同場景都有仔細考慮角色站位和鏡頭運動，為此他們的內部交流文本量超過三百萬字。早期製作團隊因為成本問題和不固化角色的性格選擇不使用配音，後期考慮到作品定位是硬派港式劇情和作品二次元的美術風格之間可能割裂感，使用粵語配音配，可以讓玩家代入到硬派港式劇本中。同時市面上也幾乎沒有粵語為主的遊戲佳作，配音組和HJL_Misaki也希望借《海沙風雲》嘗試改變這個局面。RCVO粵語配音組和圓動力粵配聯盟在三個月時間，組織三十一名配音員完成作品的配音工作，其中還分出一批人將劇本改成粵語劇本。配音組在工期緊張的情況下產出了兩萬六千多個音頻，而且絕大部分的音頻都無需修改，創作團隊只需對文本進行微調即可。
2020年10月中旬HJL_Misaki正式召集成員在成都集合，以加快遊戲的開發，這個時期遊戲的完成度已經接近90%。製作團隊也很重視遊戲完整性，他們為了玩家有更好的遊戲體驗，不斷優化和打磨遊戲內容，如為了更好地管理音頻資料，確保遊戲的整體呈現，團隊整理了一套基於整個遊戲涉及嚮度、音量、壓縮模式等等的音頻管理標準。製作團隊原計劃在遊戲中內置三個小遊戲，由於工期所限最後作廢。

## 發行
2020年2月19日，異美工作室在眾籌網站摩點發佈《海沙風雲》企畫的相關細節，包括一些概念圖和角色簡介。異美工作室原打算以眾籌獲得更多資金支持，不過在發佈三個月後，心動就主動向異美工作室提出合作。心動在發行和宣發方面給與製作團隊很多幫助，讓沒有發行經驗的他們少走了彎路。當時異美工作室還沒製作出遊戲Demo，是製作團隊的成員HJL_Misaki和核燃黑猫過去在二次元領域有過不錯的作品，讓心動對還未成型的《海沙風雲》擁有信心，所以決定獲取作品的發行權。此外心動還給予了資金的支持，讓本來就超過預期三倍開發成本的異美工作室緩解了開發壓力，在摩點的眾籌計劃也隨之取消。10月14日，心動網絡在Bilibili和YouTube發佈了《海沙風雲》的宣傳PV。同時製作組進駐TapTap，遊戲亦在TapTap展開預約。此後製作組在TapTap不定期公佈遊戲的世界觀等細節。2020年11月14到15日期間參加上海WePlay文化展，在TapTap的展台上首次展出遊戲的Demo。
2021年7月22日，心動申請《海沙風雲》的移動、客戶端獲得國家新聞出版署批出的遊戲版號，遊戲正式滿足在中國大陸發行的要求。同年8月18日，遊戲在Steam正式發售，發售首週有折扣優惠。9月，異美工作室与热脉游戏就《海沙风云》后续发行工作达成合作，发行商更换为热脉游戏。双方约定2022年9月在Steam推出英语和日语版本，并在Kickstarter和摩点开展众筹，但众筹过程中双方沟通并不顺利，外語版也未按时发售。此后双方在游戏机版本的用戶介面优化和移植工作上發生分歧，2023年4月，异美工作室宣布与热脉游戏解约，并拒绝热脉游戏的解约赔偿要求，表示将向热脉游戏提起诉讼。2024年5月，經過第三輪審理，法庭支持异美工作室的訴求，热脉游戏將遊戲Steam商店權限給付給异美工作室。

## 評價
| 媒体     | 得分   |
| -------- | ------ |
| 3DM      | 8/10   |
| 電玩巴士 | 7.5/10 |

遊戲的槍戰場景CG，左側為女主角柯羅莎·諾奈特

遊戲發售首週銷量達到一萬七千份，遊戲在Steam上獲得極度好評。在2021中文恋爱游戏大赛中入圍「最佳剧本」、「最佳美術」、「最佳演出」、「最佳戀愛遊戲」和「最佳新組」。2022年獲得該年的indiePlay中国独立游戏大赛的「最佳听觉效果」。
《海沙風雲》是中國大陸少見的全程粵語配音的冒險遊戲，中文媒體普遍認為粵語配音帶來別樣的新鮮感，同時也指出了一些問題。觸樂編輯馮昕暘表示遊戲使用粵配結合遊戲的警匪探案劇情，讓人找回過去看香港警匪片的感覺。評論員RAY在udn遊戲角落摘文評論遊戲選擇粵語配音是一個雙刃劍，對聽的懂得玩家會有加分效果，而對於其他玩家來說粵配是有趣，但有說不出的衝突感。此外他也建議遊戲考慮為香港玩家推出繁體中文。3DM的編輯Marvin也提到遊戲的粵語配音「呈现出极高的配音水准和语言的使用能力」，只是由於文本和配音劇本存在差異，會對玩家的理解造成障礙。
遊戲美術和角色設計獲得正面的評價，RAY稱讚該作美術出色。馮昕暘也認為遊戲的美術設計達到優秀的水準，「角色线条都很有张力，充分体现各个角色的个性」，特別是女主角的表情尤為生動；遊戲的演出效果在文字遊戲中也難得，在動作場景時，通DM過改變角色立繪大小和位置，巧妙表現出角色之間的相對位置關係和動作。
遊戲劇情設計方面評價各異，電玩巴士評論員WhiteFox的評價是中規中矩，沒有特別吸引人的點，遊戲用了很多黑色幽默，但是大部分笑點一般人都無法理解得到，對話內容有偏向動畫的既視感，像在對台詞，不容易讓玩家代入。多結局設計時是其亮點，延長了玩家遊戲時長，讓玩家體驗不同的人生感受，還有收集的樂趣，了解到不同遊戲角色的關係和故事背景，壞處就是要不斷重複一樣的劇情。Marvin則給與劇情很高的評價，製作團隊「非常富有野心」地設計了很宏大複雜的世界觀，劇情質量很出色。
Marvin還指出遊戲在互動設計方面的不足，遊戲的工具欄默認隱藏在右側，不方便玩家發現。遊戲有多條劇情分支，並附有流程圖，不過無法使用流程圖跳轉到對應分歧的節點，對於想體驗全劇情和開啟隱藏小劇場的玩家造成不便。角色线条都很有张力，充分体现各个角色的个性。

## 備註
1. ↑  由於公司註冊問題而改名[1]。

## 外部連結
- 异美工作室的新浪微博
- 《海沙風雲》在視覺小說數據庫的頁面 （英文）